# Bellit
Bellit är ett säkerhetssprängämne uppfunnet av ingenjör C. Lamm 1885, innehållande ammoniumnitrat och dinitrobensol, exempelvis 83,5 % ammoniumnitrat och 16,5 % dinitrobensol eller 93,5 % ammoniumnitrat och 6,5 % dinitrobensol.